# Alpheratz
Alpheratz (vom Arabischen al-faras „die Stute“) ist ein Sternbild in der arabischen Astronomie. Es wird gebildet von vier hellen Sternen, die heute bis auf α And zum Sternbild Pegasus zählen.
Die Namen der Sterne sind:
- Alpheratz/Sirrah (α Andromedae, „Nabel der Stute“)
- Enif alpheratz (ε Pegasi, „Nase der Stute“)
- Markab alpheratz (α Pegasi, „Schulter der Stute“)
- Scheat alpheratz (β Pegasi, „Schienbein der Stute“)